# Venus (planeta)
Venus és el segon planeta del sistema solar atenent la seva proximitat al Sol. El planeta s'anomena així en honor de Venus, la deessa romana de l'amor. Sense comptar la Lluna, és l'objecte natural més lluminós del cel nocturn, arribant a una magnitud aparent de −4,6 i capaç de projectar ombres visibles a la Terra en condicions fosques i ser visible a ull nu a plena llum del dia. Com que Venus és més interior que la Terra, sempre apareix a prop del Sol: la seva elongació arriba a un màxim de 47,8°. Des de la Terra, la lluminositat màxima de Venus és poc abans de l'alba o poc després de la posta de sol, raó per la qual de vegades s'anomena l'estel de l'alba, del matí o de la tarda.
Es classifica com a planeta terrestre, i de vegades se'n diu el planeta germà de la Terra, perquè són similars en mida, gravetat, i composició general. Venus està cobert per una capa opaca de núvols d'àcid sulfúric altament reflectors, cosa que impedeix l'observació de la superfície amb llum visible. Venus té l'atmosfera més densa de tots els planetes terrestres, la qual consisteix principalment en diòxid de carboni, perquè no té ni cicle del carboni ni vida orgànica per absorbir-lo en forma de biomassa. Es creu que Venus, en temps antics, tenia oceans semblants als de la Terra, però aquests es van evaporar completament quan la temperatura va augmentar, deixant una capa desèrtica amb roques en forma de lloses. Probablement l'aigua s'ha dissociat i, com que Venus no té camp magnètic, el vent solar s'ha endut l'hidrogen cap a l'espai interplanetari. La pressió atmosfèrica a la superfície del planeta és 92 vegades la de la Terra.
La superfície de Venus va ser subjecte d'especulació fins que alguns dels seus secrets van ser descoberts a finals del segle xx. El Projecte Magellan en va fer una cartografia detallada entre el 1990 i el 1991. El sòl mostra proves de vulcanisme, i el sofre de l'atmosfera podria indicar que hi ha hagut erupcions recents. Tanmateix, encara és un enigma per què no es troben rius de lava al voltant de cap de les calderes visibles. Hi ha un baix nombre de cràters d'impacte, cosa que mostra que la superfície és relativament jove, amb una edat d'aproximadament 500 milions d'anys. No hi ha cap indici de tectònica de plaques, possiblement perquè la seva escorça és massa dura per subduir sense aigua que la faci més fluida. En comptes d'això, és possible que Venus vagi perdent la seva escalfor interna en episodis periòdics de renovació en massa de la seva superfície. Com Mercuri, Venus no té cap lluna. Els dies solars a Venus, amb una durada de 117 dies terrestres, són gairebé la meitat més llargs que el seu any solar, orbitant al voltant del Sol cada 224,7 dies terrestres. Aquesta durada del dia venusiana és producte de la seva rotació contra el seu moviment orbital, reduint a la meitat el seu període de rotació sideral complet de 243 dies terrestres, el més llarg de tots els planetes del Sistema Solar. Venus i Urà són els únics planetes amb una rotació tan retrògrada, fent que el Sol es mogui en els seus cels des del seu horitzó occidental fins al seu est. L'òrbita de Venus al voltant del Sol és la més propera a l'òrbita de la Terra, apropant-los més que qualsevol altre parell de planetes. Això passa durant la conjunció inferior amb un període sinòdic d'1,6 anys. Tanmateix, Mercuri és més freqüentment el més proper a cadascun.
L'adjectiu venusià s'utilitza normalment per a objectes relacionats amb Venus o per a referir-se als seus hipotètics habitants. Venus és l'únic planeta del sistema solar anomenat en honor d'una figura femenina, tot i que els planetes nans, entre d'altres Ceres, Eris, Haumea i Sedna, també tenen noms femenins.

## Característiques físiques
La seva densitat i volum són molt semblants als terrestres, raó per la qual durant molt de temps va ser considerat com el planeta bessó de la Terra. El diàmetre de Venus és de 12.092 km (només 650 km menys que el de la Terra) i la seva massa és d'un 81,5% respecte de la Terra. Les condicions a la superfície de Venus difereixen radicalment de les de la Terra, a causa de la densa atmosfera de diòxid de carboni. La massa de l'atmosfera de Venus és en un 96,5% diòxid de carboni, i la major part del 3,5% restant consisteix en nitrogen.

### Atmosfera i clima
Venus conté una densa atmosfera, composta en la seva major part per diòxid de carboni i una petita quantitat de nitrogen. La pressió al nivell de la superfície és 90 vegades superior a la pressió atmosfèrica en la superfície terrestre (una pressió equivalent a una profunditat d'un quilòmetre sota el nivell del mar a la Terra).

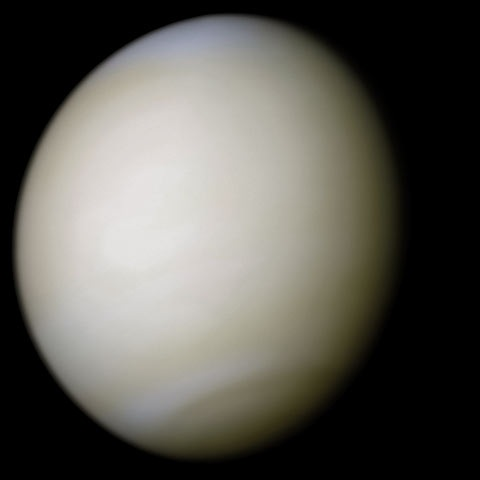
Venus en color vertader, tal com li confereix la seva densa capa de núvols

L'enorme quantitat de CO2 de l'atmosfera provoca un fort efecte d'hivernacle que eleva la temperatura de la superfície del planeta fins a prop de 460 °C a les regions menys elevades prop de l'equador. Això fa que Venus sigui més calent que Mercuri, malgrat trobar-se a més del doble de la distància del Sol que aquest i de rebre només el 25% de la seva radiació solar (2.613,9 W/m2 a l'atmosfera superior i 1071, 1 W/m² a la superfície). A causa de la inèrcia tèrmica de la seva massiva atmosfera i al transport de calor pels forts vents de la seva atmosfera, la temperatura no varia de manera significativa entre el dia i la nit. Tot i la lenta rotació de Venus (menys d'una rotació per any venusià, equivalent a una velocitat de rotació a l'equador de només 6,5 km/h), els vents de l'atmosfera superior circumval·len el planeta en tan sols quatre dies, distribuint eficaçment la calor. A més del moviment zonal de l'atmosfera d'oest a est, hi ha un moviment vertical en forma de cèl·lula de Hadley, que transporta la calor de l'equador fins a les zones polars i fins i tot a latituds mitjanes del costat no il·luminat del planeta.
| Tipus  | Temperatura Superfície |
| ------ | ---------------------- |
| Màxim  | 482 °C                 |
| Normal | 453 °C                 |
| Mínim  | 438 °C                 |

La radiació solar gairebé no arriba a la superfície del planeta. La major part de la llum solar, que intenta travessar els núvols, es veu absorbida per una atmosfera que dificulta enormement que aquesta pugui escalfar directament la superfície venusiana. La densa capa de núvols que volta longitudinalment tot el planeta en quasi quatres dies, impedeix l'observació directa de la superfície del planeta i reflecteix a l'espai aproximadament un 75% de la llum provinent del Sol que hi cau a sobre, cosa que enfosqueix la superfície vista de Venus. La cobertura de núvols és tal que molt poca llum solar pot penetrar fins a la superfície, de manera que el nivell de llum és només al voltant d'uns 5.000-10.000 lux amb una visibilitat de tres quilòmetres. En aquesta situació, una sonda enviada al planeta i dotada de panells solars només podria recollir una escassa quantitat d'energia solar. L'albedo bolomètrica de Venus és aproximadament del 60%, i la seva albedo visual és encara més gran, per la qual cosa hom pot concloure que, malgrat trobar-se més proper al Sol que la Terra, la superfície de Venus no s'escalfa ni s'il·lumina com seria d'esperar per la radiació solar que rep. Això permet afirmar que com que els núvols reflecteixen la majoria de la llum solar que els colpeja, Venus té una albedo geomètrica més alta que els altres set planetes del sistema solar. En absència de l'efecte d'hivernacle, la temperatura a la superfície de Venus podria arribar a ser similar a la de la Terra. No obstant això, l'enorme efecte d'hivernacle associat a la immensa quantitat de CO2 present a l'atmosfera de Venus atrapa la calor, provocant les elevades temperatures d'aquest planeta.
Els forts vents a la part atmosfèrica superior poden assolir els 350 km/h, encara que a nivell del sòl els vents són molt més lents i no arriben a assolir més enllà dels 5 km/h per un alt increment en la pressió o densitat de l'atmosfera arran de la superfície de Venus. No obstant això, fins i tot aquests fluixos vents exerceixen una força considerable contra els obstacles. Els núvols de Venus són gruixuts i estan compostos principalment per gotes de diòxid de sofre i àcid sulfúric, i cobreixen el planeta completament, ocultant la major part dels detalls de la superfície a l'observació externa. La temperatura a la part superior dels núvols (a 70 km sobre la superfície) és de –45 °C. La mida mitjana de temperatura a la superfície de Venus és de 464 °C. El nivell mínim de temperatura que es troba a la taula de la dreta es refereix a la vora superior de núvols. La temperatura de la superfície mai baixa dels 400 °C, cosa que en fa el planeta més calent del sistema solar. A causa del seu efecte hivernacle fugitiu, Venus ha estat identificat per científics com Carl Sagan com un objecte d'avís i investigació relacionat amb el canvi climàtic a la Terra. La superfície de Venus és efectivament isotèrmica; manté una temperatura constant no només entre els dos hemisferis sinó entre l'equador i els pols. El minut d'inclinació axial de Venus —menys de 3°, en comparació amb els 23° a la Terra— també minimitza la variació estacional de la temperatura.
Tot i que Venus no té estacions com a tal, el 2019, els astrònoms van identificar una variació cíclica en l'absorció de la llum solar per l'atmosfera, possiblement causada per partícules opaques i absorbents suspeses als núvols superiors. La variació provoca canvis observats en la velocitat dels vents zonals de Venus i sembla pujar i baixar en el temps amb el cicle de taques solars d'11 anys del Sol.
L'existència de llamps a l'atmosfera de Venus ha estat controvertida ja que les primeres sospitoses ràfegues van ser detectades per les sondes Venera soviètiques. El 2006–07, Venus Express va detectar clarament les ones en mode xiulador, les signatures dels llamps. La seva aparença intermitent indica un patró associat a l'activitat meteorològica. Segons aquestes mesures, la velocitat dels llamps és almenys la meitat de la de la Terra, tanmateix altres instruments no han detectat cap llamp. L'origen de qualsevol llamp encara no és clar, però podria originar-se dels núvols o dels volcans.
El 2007, Venus Express va descobrir que hi havia un doble vòrtex atmosfèric al pol sud. Venus Express va descobrir, l'any 2011, que hi ha una capa d'ozó alta a l'atmosfera de Venus. El 29 de gener de 2013, els científics de l'ESA van informar que la ionosfera de Venus flueix cap a l'exterior d'una manera similar a «la cua d'ions vista fluint des d'un cometa en condicions similars».
El desembre de 2015, i en menor mesura a l'abril i maig de 2016, els investigadors que treballaven en la missió Akatsuki del Japó van observar formes d'arc a l'atmosfera de Venus. Això es va considerar una prova directa de l'existència potser de les ones de gravetat estacionàries més grans del sistema solar.

### Geografia

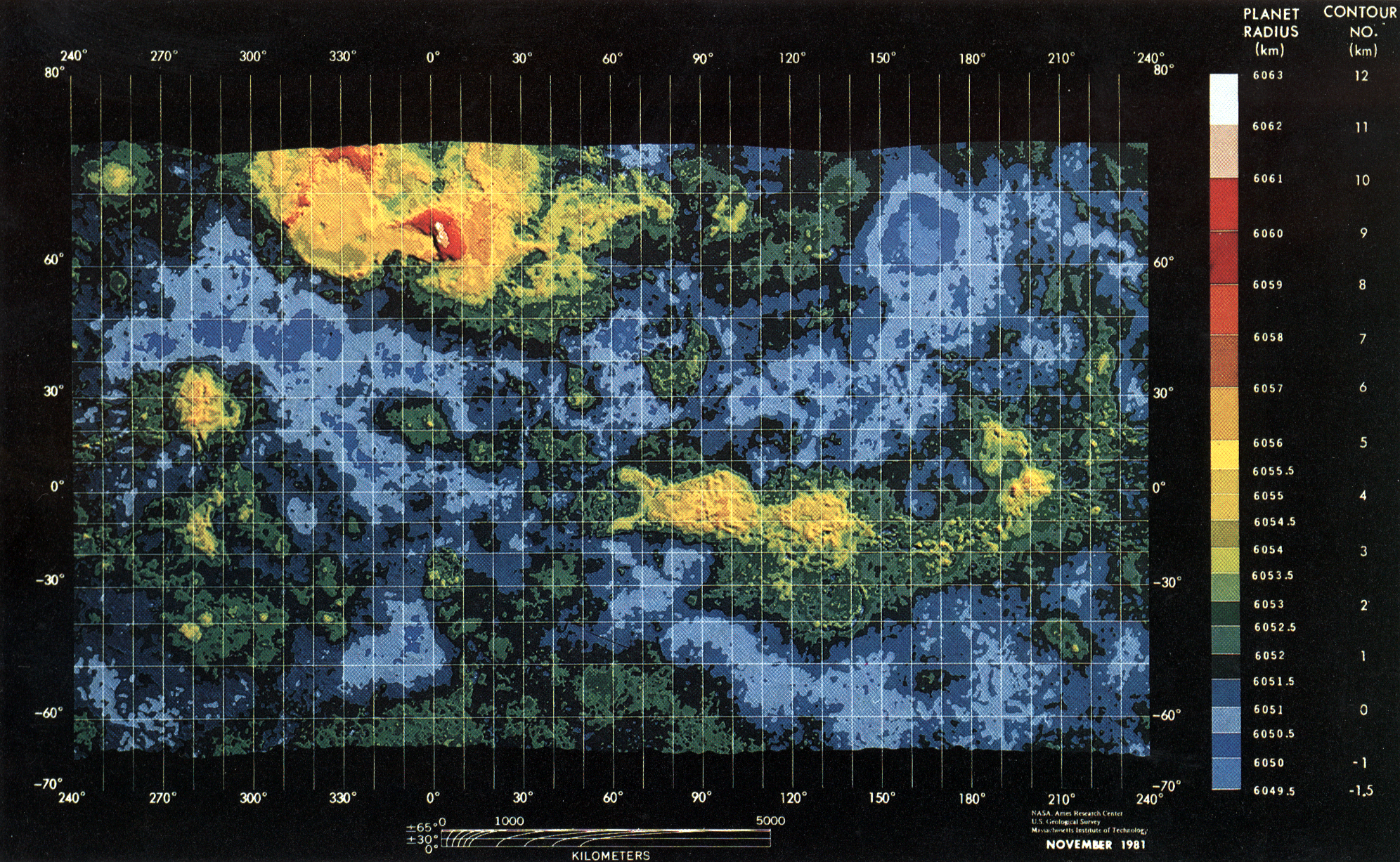
Mapa de Venus, mostrant els «continents» elevats de color groc: Ishtar Terra a dalt i Afrodita Terra a sota mateix de l'equador, a la dreta

La superfície venusiana va ser objecte d'especulació fins que alguns dels seus secrets van ser revelats per la ciència planetària al segle xx. Els aterradors de Venera el 1975 i el 1982 van retornar imatges d'una superfície coberta de sediments i roques relativament angulars. La superfície va ser cartografiada en detall per Magellan el 1990–91. El sòl mostra evidències d'un vulcanisme extens, i el sofre a l'atmosfera pot indicar que hi ha hagut erupcions recents.
Al voltant del 80% de la superfície de Venus consisteix en planes volcàniques llises. Hi ha dos «continents» elevats que formen la resta de l'àrea de la superfície, l'un a l'hemisferi nord del planeta i l'altre al sud de l'equador. El continent septentrional s'anomena Ishtar Terra, en honor d'Ishtar, la dea babilònia de l'amor, i té aproximadament la mida d'Austràlia. Maxwell Montes, la muntanya més alta de Venus, es troba a Ishtar Terra. El seu pic es troba 11 km per sobre de l'elevació de la superfície mitjana de Venus. El continent meridional s'anomena Afrodita Terra, en honor de la dea grega de l'amor, i és la més gran de les dues regions elevades amb una mida semblant a la d'Amèrica del Sud. Una xarxa de fractures i falles cobreix bona part d'aquesta àrea.

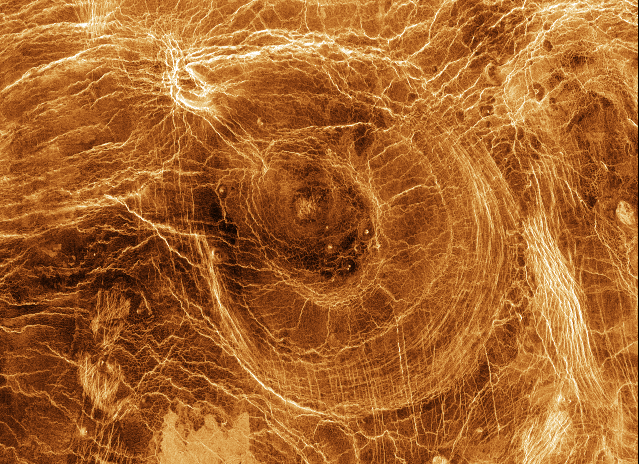
Un aracnoide venusià vist per la sonda Magellan el 20 de gener de 1998

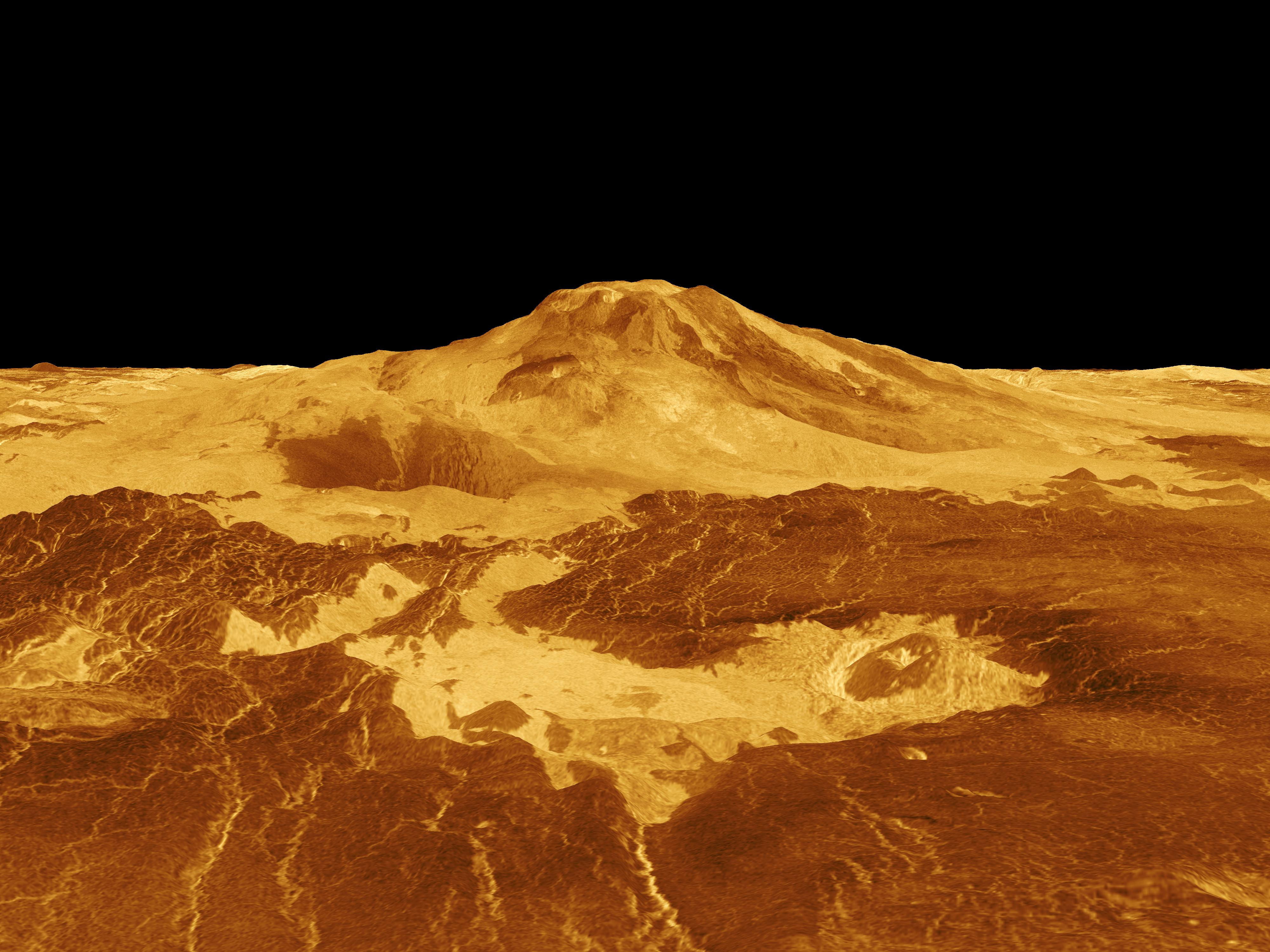
Vista en perspectiva del volcà Maat Mons (representació en fals color)

A banda dels cràters d'impacte que demonstren que la superfície és relativament jove, entre 300 i 600 milions d'anys, també té muntanyes i valls que es troben en tots els planetes rocosos, Venus té algunes formes de superfície úniques. Entre aquestes, hi ha formacions volcàniques en la part superior plana anomenades farra, que semblen creps i tenen una mida d'entre 20–50 km d'un costat a l'altre, i d'entre 100–1,000 m d'altura; sistemes de fractura radials en forma d'estel anomenats novae; formacions de fractures alhora radials i concèntriques que s'assemblen a teranyines d'aranya, conegudes com a aracnoides. Totes tenen origen volcànic.
Gairebé totes les característiques superficials de Venus s'anomenen en honor de dones històriques i mitològiques. Les úniques excepcions en són Maxwell Montes, anomenat en honor de James Clerk Maxwell, i dues regions elevades, Alpha Regio i Beta Regio. Aquestes tres característiques es van anomenar abans que s'adoptés el sistema actual per la Unió Astronòmica Internacional.
Les coordenades cartesianes de les característiques físiques de Venus s'expressen en relació amb el seu meridià principal, que es defineix com la línia de longitud que passa a través d'una taca brillant pels radars al centre de la formació oval Eva, al sud d'Alpha Regio. Després de completar les missions Venera, el meridià principal es va redefinir per passar pel pic central del cràter Ariadne a Sedna Planitia.
Els terrenys de tessera estratigràficament més antics tenen una emissivitat tèrmica constantment més baixa que les planes basàltiques circumdants mesurades per Venus Express i Magellan, que indica un conjunt mineral diferent, possiblement més felsic. El mecanisme per generar una gran quantitat d'escorça fèlsica sol requerir la presència d'aigua oceà i tectònica de plaques, la qual cosa implica que la condició habitable havia existit a la Venus primerenca. Tanmateix, la naturalesa dels terrenys de tessera està lluny de ser certa.

#### Vulcanisme

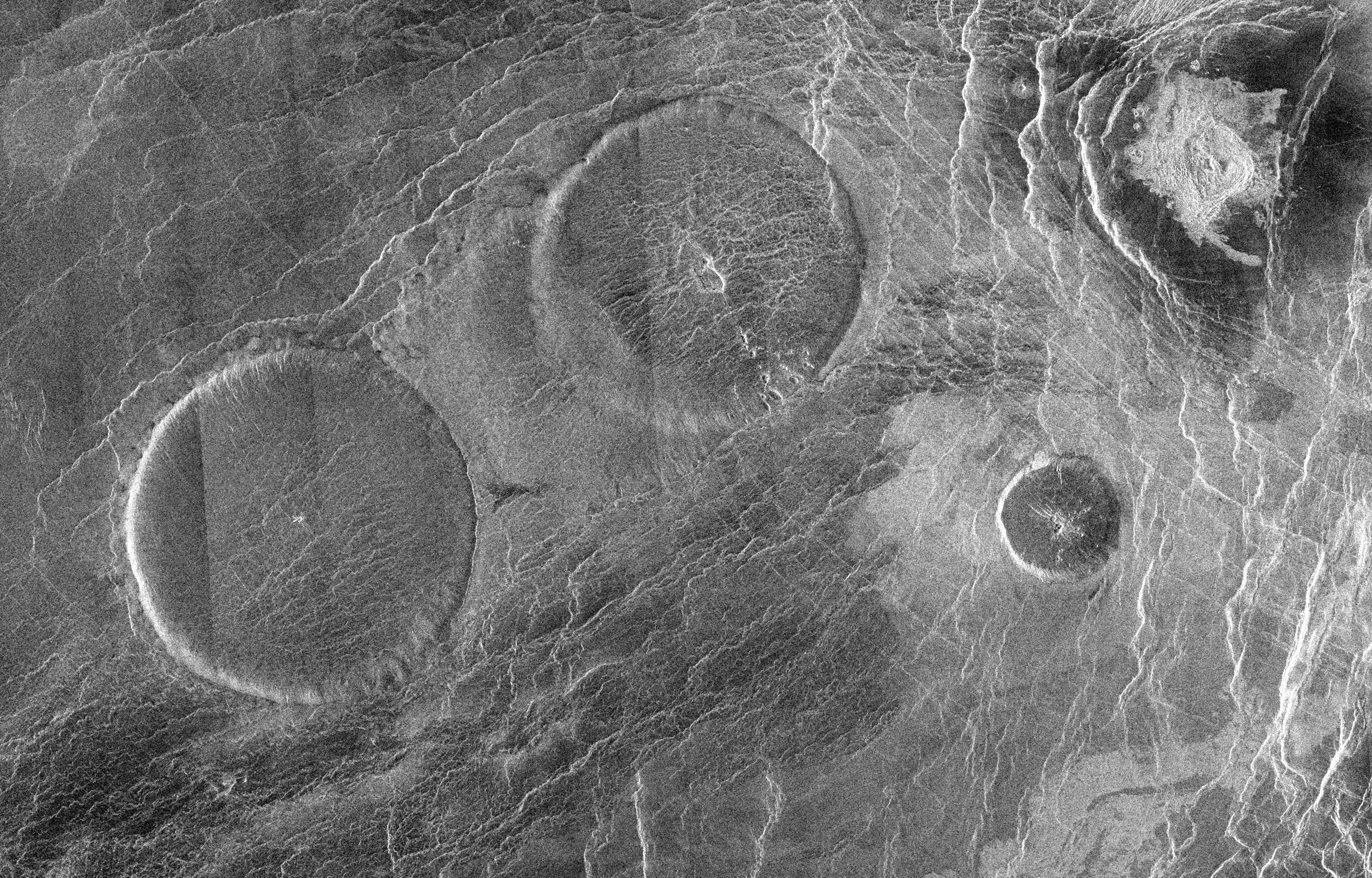
Mosaic de radar de dos farra de 65 km d'ample (i menys d'1 km d'alçada) a la regió d'Eistla de Venus

Gran part de la superfície de Venus sembla haver estat modelada per l'activitat volcànica. Venus té diverses vegades més volcans que la Terra i té 167 grans volcans de més de 100 km de diàmetre. L'únic complex volcànic d'aquesta mida a la Terra és l'Illa Gran de Hawaii.:154 Això no és perquè Venus és més activa volcànicament que la Terra, però perquè la seva escorça és més antiga i no està subjecta al mateix procés d'erosió. L'escorça oceànica de la Terra es recicla contínuament per subducció als límits de les plaques tectòniques, i té una edat mitjana d'uns cent milions d'anys, mentre que s'estima que la superfície de Venus té entre 300 i 600 milions d'anys.
Diverses línies de prova apunten a l'activitat volcànica en curs a Venus. Les concentracions de diòxid de sofre a l'atmosfera superior es van reduir en un factor 10 entre 1978 i 1986, van augmentar el 2006 i van tornar a disminuir 10 vegades. Això pot significar que els nivells s'havien augmentat diverses vegades per grans erupcions volcàniques. S'ha suggerit que els llamps venusians podrien originar-se a partir de l'activitat volcànica (és a dir, llamps volcànics). El gener de 2020, els astrònoms van informar evidències que suggereixen que Venus està actualment activa volcànicament, concretament la detecció de l'olivina, un producte volcànic que es troba a la superfície del planeta.
El 2008 i el 2009, la primera prova directa del vulcanisme en curs va ser observada per Venus Express, en forma de quatre punts calents infrarojos localitzats transitoris dins de la zona del rift Ganis Chasma, prop del volcà en escut Maat Mons. Tres dels punts es van observar en més d'una òrbita successiva. Es creu que aquestes taques representen lava acabada d'alliberar per erupcions volcàniques. No es coneixen les temperatures reals, perquè la mida dels punts calents no es va poder mesurar, però és probable que hagi estat en el rang de 800-1.100 K (527-827 °C), en relació amb una temperatura normal de 740 K (467 °C). °C).

#### Cràters

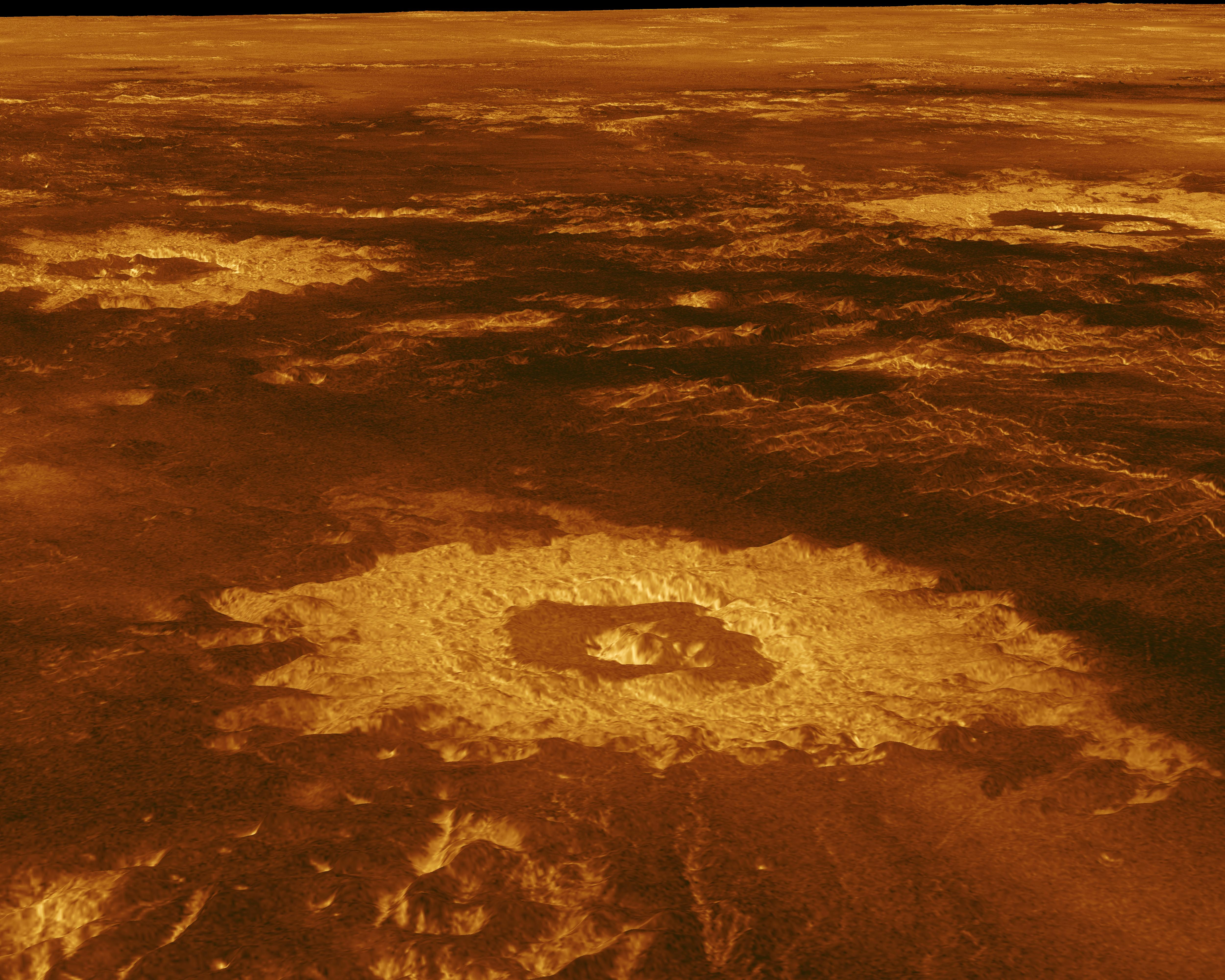
Cràters d'impacte a la superfície de Venus (imatge en fals color reconstruïda a partir de dades de radar)

Gairebé un miler de cràters d'impacte a Venus es distribueixen uniformement per la seva superfície. En altres cossos amb cràters, com la Terra i la Lluna, els cràters mostren una sèrie d'estats de degradació. A la Lluna, la degradació és causada per impactes posteriors, mentre que a la Terra és causada per l'erosió del vent i la pluja. A Venus, al voltant del 85% dels cràters es troben en estat impecable. El nombre de cràters, juntament amb el seu estat ben conservat, indica que el planeta va patir un esdeveniment de resurgiment global fa 300-600 milions d'anys, seguit d'una decadència del vulcanisme. Mentre que l'escorça terrestre està en moviment continu, se suposa que Venus és incapaç de mantenir aquest procés. Sense la tectònica de plaques per dissipar la calor del seu mantell, Venus passa per un procés cíclic en què les temperatures del mantell augmenten fins a arribar a un nivell crític que debilita l'escorça. Després, durant un període d'uns 100 milions d'anys, la subducció es produeix a una escala enorme, reciclant completament l'escorça.
Els cràters venusians oscil·len entre 3 i 280 km de diàmetre. Cap cràter és inferior a 3 km, a causa dels efectes de l'atmosfera densa sobre els objectes entrants. Els objectes amb menys d'una certa energia cinètica es veuen frenats tant per l'atmosfera que no creen un cràter d'impacte. Els projectils entrants de menys de 50 m de diàmetre es fragmenten i es cremen a l'atmosfera abans d'arribar a terra.

### Estructura interna
Sense dades sísmiques ni coneixement sobre el seu moment d'inèrcia, hi ha molt poca informació directa sobre l'estructura interna i la geoquímica de Venus. Tanmateix, la similitud de mida i densitat entre Venus i la Terra suggereix que comparteixen una estructura interna similar: un nucli, un mantell i una escorça. Com el de la Terra, se suposa que el nucli de Venus és almenys parcialment líquid. La mida lleugerament més petita de Venus suggereix que les pressions cap al centre del planeta són significativament més baixes que a la Terra. Els valors previstos per al moment d'inèrcia basats en models planetaris suggereixen un radi central de 2.900–3.450 km. Això està en línia amb la primera estimació basada en observacions de 3.500 km.
La diferència principal entre els dos planetes és la falta de tectònica de plaques a Venus, probablement deguda a la sequedat de la superfície i mantell. Això es tradueix en una reducció de la pèrdua de calor del planeta, impedint que es refredi i proporcionant una explicació probable per la seva manca d'un camp magnètic generat internament. Llavors, Venus pot perdre la seva calor interna en esdeveniments periòdics importants de ressorgiment a la superfície.

### Camp magnètic i nucli
En 1967, la Venera 4 va trobar que el camp magnètic de Venus és molt dèbil comparat amb el d'altres planetes del sistema solar. Això es pot deure a la seva lenta rotació, insuficient per a formar el sistema de «dinamo interna» de ferro líquid. Com a resultat d'això, el vent solar colpeja l'atmosfera de Venus sense ser filtrat.
La manca d'un camp magnètic intrínsec a Venus va ser sorprenent, ja que és de mida similar a la de la Terra i s'esperava que contingués una dinamo al seu nucli. Una dinamo requereix tres coses: un líquid conductor, rotació i convecció. Es creu que el nucli és conductor de l'electricitat i, tot i que sovint es pensa que la seva rotació és massa lenta, les simulacions mostren que és adequat per produir una dinamo. Això implica que falta la dinamo a causa d'una manca de convecció al nucli de Venus. A la Terra, la convecció es produeix a la capa externa líquida del nucli perquè la part inferior de la capa líquida té una temperatura molt més alta que la superior. A Venus, un esdeveniment de ressorgiment global podria haver tancat la tectònica de plaques i conduït a un flux de calor reduït a través de l'escorça. Aquest efecte aïllant faria augmentar la temperatura del mantell, reduint així el flux de calor fora del nucli. Com a resultat, no hi ha cap geodinamo interna disponible per impulsar un camp magnètic. En canvi, la calor del nucli està tornant a escalfar l'escorça.
Una possibilitat és que Venus no tingui un nucli intern sòlid, o que el seu nucli no s'està refredant, de manera que tota la part líquida del nucli es troba aproximadament a la mateixa temperatura. Una altra possibilitat és que el seu nucli ja s'hagi solidificat completament. L'estat del nucli depèn molt de la concentració de sofre, que és desconeguda actualment.
La feble magnetosfera al voltant de Venus significa que el vent solar està interactuant directament amb la seva atmosfera exterior. Aquí, els ions d'hidrogen i oxigen es creen per la dissociació de molècules d'aigua de la radiació ultraviolada. Aleshores, el vent solar proporciona energia que dona a alguns d'aquests ions la velocitat suficient per escapar del camp de gravetat de Venus. Es pensa que Venus va tenir originàriament tanta aigua com la Terra, però que, sotmesa a l'acció del Sol, el vapor d'aigua en l'alta atmosfera es va dividir en hidrogen i oxigen, escapant l'hidrogen a l'espai per la seva baixa massa molecular. Tanmateix, el planeta pot haver retingut una dinamo durant els seus primers 2-3 mil milions d'anys, de manera que la pèrdua d'aigua pot haver-se produït més recentment. El percentatge de deuteri (un isòtop pesant de l'hidrogen que no escapa tan fàcilment) a l'atmosfera de Venus sembla donar suport a aquesta teoria. Se suposa que l'oxigen molecular es va combinar amb els àtoms de l'escorça (encara que grans quantitats d'oxigen resten a l'atmosfera en forma de diòxid de carboni). A causa d'aquesta sequedat, les roques de Venus són molt més pesants que les de la Terra, la qual cosa afavoreix la formació de muntanyes majors, profunds penya-segats i altres formacions.

## Òrbita i rotació
Tots els planetes del Sistema Solar orbiten al voltant del Sol en sentit contrari a les agulles del rellotge, tal com es veuen des de dalt del pol nord de la Terra. La majoria dels planetes giren sobre els seus eixos en sentit contrari a les agulles del rellotge, però Venus gira en sentit horari en rotació retrògrada una vegada cada 243 dies terrestres, la rotació més lenta de qualsevol planeta. A causa de la seva rotació lenta, Venus és gairebé esfèrica. Un dia sideral venusià dura més que un any venusià (243 davant de 224,7 dies terrestres). L'equador de Venus gira a 6.52 km/h, mentre que la Terra gira a 1.674,4 km/h. El període de rotació de Venus mesurat amb dades de la nau espacial Magellan durant un període de 500 dies és més petit que el període de rotació mesurat durant el període de 16 anys entre les visites d'aquesta sonda i Venus Express, amb una diferència d'uns 6,5 minuts. Té una lenta rotació retrògrada, cosa que significa que gira d'est a oest, en comptes de girar d'oest a est com la majoria dels altres planetes més grans. (Plutó i Urà també tenen una rotació retrògrada, encara que l'eix de rotació d'Urà, inclinat 97,86°, pràcticament descansa sobre el seu pla orbital.) Es creu que la lenta rotació retrògrada és causada per la densa atmosfera del planeta que va frenar la seva rotació i després va fer que comencés a girar en sentit contrari. També és possible que la fricció entre el nucli i el mantell de Venus, l'escalfament de l'atmosfera pel Sol i les forces de marea exercides per la gravetat solar sobre l'atmosfera hagin provocat el mateix efecte.
A més d'aquesta inusual rotació retrògrada, el període de rotació i el període orbital de Venus estan sincronitzats de tal forma que Venus sempre presenta la mateixa cara a la Terra quan els dos planetes es troben en la seva màxima aproximació en cada conjunció inferior. Això pot ser el resultat de les forces de marea que afecten la rotació de Venus cada vegada que els planetes es troben prou pròxims, o simplement pot ser una coincidència.
Venus no té satèl·lits naturals. Té diversos asteroides troians: el quasi-satèl·lit 2002 VE68 i altres dos troians temporals, 3227562001 CK i 2012 XE133. Al segle xvii, Giovanni Cassini va descobrir una lluna orbitant al voltant de Venus, que es va anomenar Neith i es van informar de nombrosos albiraments durant els 200 anys següents, però la majoria es van determinar ser estrelles als voltants. L'estudi de 2006 d'Alex Alemi i David Stevenson sobre models de l'era primigènia del sistema solar a la California Institute of Technology mostra que probablement Venus va tenir almenys una lluna creada per un enorme esdeveniment d'impacte fa milers de milions d'anys. Uns 10 milions d'anys després, segons l'estudi, un altre impacte va invertir la direcció de gir del planeta i va provocar que la lluna venusiana tendís gradualment de manera espiral cap a dins fins que va xocar amb Venus. Si els impactes posteriors van crear llunes, aquestes es van eliminar de la mateixa manera. Una explicació alternativa a la manca de satèl·lits és l'efecte de les fortes marees solars, que poden desestabilitzar grans satèl·lits que orbiten els planetes terrestres interiors.
L'espai orbital de Venus té un núvol d'anell de pols, amb un sospitós origen, ja sigui d'asteroides que es troben a Venus, pols interplanetària migrant en ones, o les restes del disc circumstel·lar original del Sistema Solar que va formar el sistema planetari.

## Observabilitat

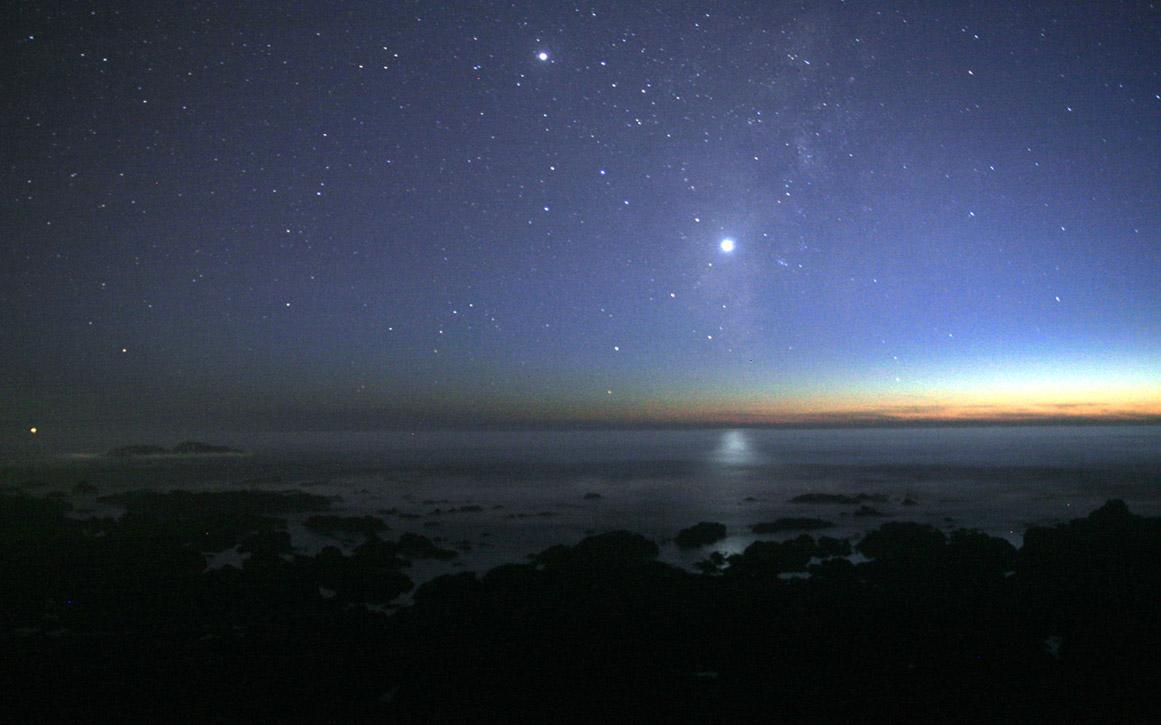
Venus, representada al centre a la dreta, sempre és més brillant que tots els altres planetes o estrelles amb la seva màxima brillantor, tal com es veu des de Terra. Júpiter és visible a la part superior de la imatge.

A ull nu, Venus apareix com un punt blanc de llum més brillant que qualsevol altre planeta o estel (a part del Sol). La magnitud aparent mitjana del planeta és -4,14 amb una desviació estàndard de 0,31. La magnitud més brillant es produeix durant la fase creixent aproximadament un mes abans o després de la conjunció inferior. Venus s'esvaeix fins a una magnitud aproximadament -3 quan el Sol està a contrallum. El planeta és prou brillant per ser vist a plena llum del dia, però és més fàcilment visible quan el Sol està baix a l'horitzó o quan es pon. Com a planeta inferior, sempre es troba a uns 47° del Sol.
Venus "supera" la Terra cada 584 dies mentre gira al voltant del Sol. En fer-ho, canvia de l'"Estrella del vespre", visible després de la posta de sol, a l'"Estrella del matí", visible abans de la sortida del sol. Tot i que Mercuri, l'altre planeta inferior, arriba a una elongació màxima de només 28° i sovint és difícil de discernir al crepuscle, difícilment es pot perdre Venus quan està en la seva màxima brillantor. La seva major elongació màxima fa que sigui visible en cel fosc molt després de la posta de Sol. Com a objecte puntual més brillant del cel, Venus sovint es declara per error com un "objecte volador no identificat".

### Fases

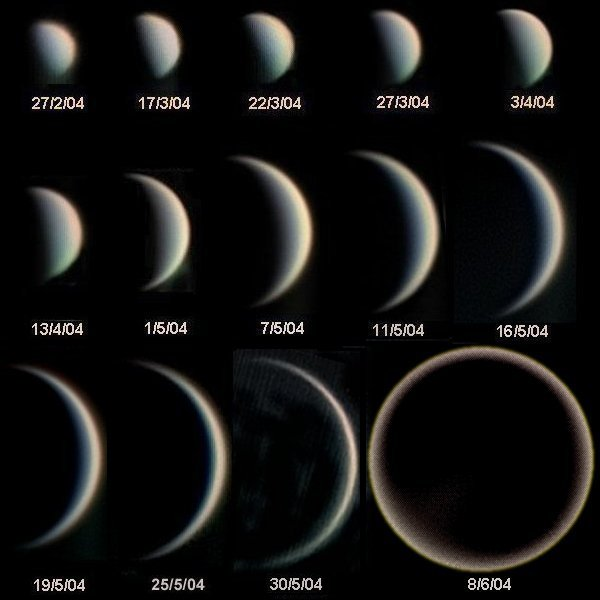
Les fases de Venus i l'evolució del seu diàmetre aparent

Quan orbita al voltant del Sol, Venus mostra fases com les de la Lluna en una vista telescòpica. El planeta apareix com un disc petit i «ple» quan es troba al costat oposat del Sol (a la conjunció superior). Venus mostra un disc més gran i un "quart de fase" en la seva màxima elongació respecte al Sol, i sembla més brillant al cel nocturn. El planeta presenta una «creixent» prima molt més gran en vistes telescòpiques mentre passa pel costat proper entre la Terra i el Sol. Venus mostra la seva mida més gran i la seva «fase nova» quan es troba entre la Terra i el Sol (a la conjunció inferior). La seva atmosfera és visible a través dels telescopis per l'aureola de la llum solar refractada al seu voltant. Les fases són clarament visibles en un telescopi de 4".

### Aparicions a la llum del dia
Les observacions a ull nu de Venus durant les hores de llum existeixen en diverses anècdotes i registres. L'astrònom Edmund Halley va calcular la seva màxima brillantor a ull nu el 1716, quan molts londinencs es van alarmar per la seva aparició durant el dia. L'emperador francès Napoleó Bonaparte va presenciar una vegada una aparició diürna del planeta mentre assistia a una recepció a Luxemburg. Una altra observació històrica diürna del planeta va tenir lloc durant la presa de possessió del president estatunidenc Abraham Lincoln a Washington, D.C., el 4 de març de 1865. Tot i que la visibilitat a ull nu de les fases de Venus és discutida, existeixen registres d'observacions de la seva creixent.

### Trànsits de Venus

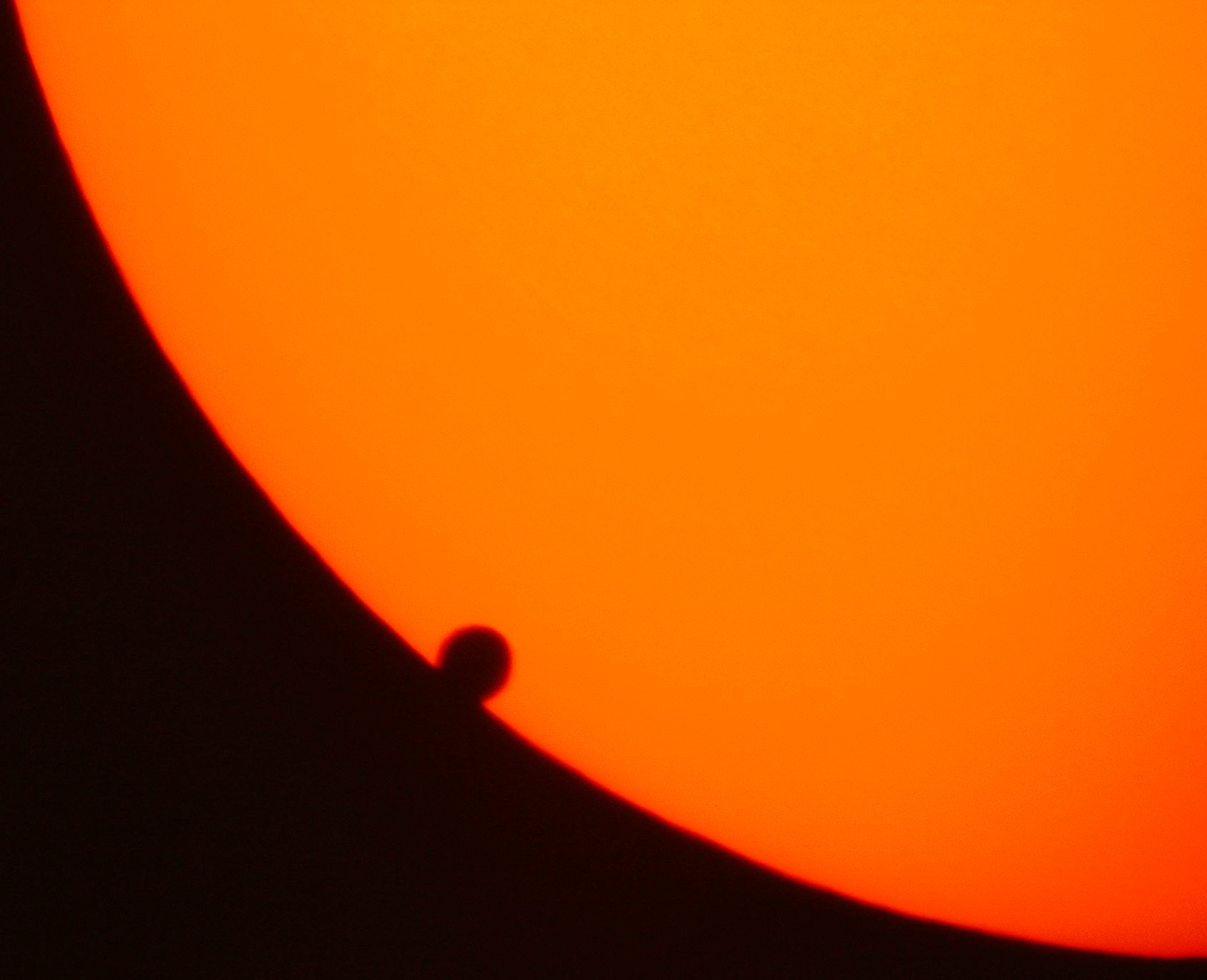
Trànsit de Venus sobre el disc solar

Els trànsits de Venus s'esdevenen quan el planeta travessa directament entre la Terra i el Sol, són esdeveniments astronòmics relativament estranys. La primera vegada que es va observar aquest trànsit astronòmic va ser el 1639 per Jeremiah Horrocks i William Crabtree. El trànsit de 1761, observat per Mikhaïl Lomonóssov, va proporcionar la primera prova que Venus tenia una atmosfera, i les observacions de paral·laxi del segle xix durant els seus trànsits permeteren obtenir per primera vegada un càlcul precís de la distància entre la Terra i el Sol. Els trànsits només poden ocórrer en juny o desembre, i aquests són els moments en què Venus creua l'eclíptica (el pla en el qual la Terra orbita al voltant del Sol), i succeeixen en parells a intervals de vuit anys, separats aquests parells de trànsits per més d'un segle. L'anterior parell de trànsits va succeir el 1874 i 1882, i l'actual parell de trànsits són els de 2004 i 2012. L'exploració del capità Cook de la costa est d'Austràlia va arribar després d'haver navegat cap a Tahití el 1768 per observar un trànsit de Venus.

### Pentagrama de Venus

El pentagrama de Venus. La Terra es troba al centre del diagrama, i la corba representa la direcció i la distància de Venus en funció del temps.

El pentagrama de Venus és el camí que fa Venus tal com s'observa des de la Terra. Les successives conjuncions inferiors de Venus es repeteixen amb una ressonància orbital de 13:8 (la Terra òrbita vuit vegades per cada 13 òrbites de Venus), desplaçant-se 144° en conjuncions inferiors seqüencials. La relació de 13:8 és aproximada. 8/13 és aproximadament 0,61538 mentre que Venus orbita al voltant del Sol en 0,61519 anys. El pentagrama de Venus de vegades es coneix com els pètals de Venus a causa de la semblança visual del camí amb una flor.

### Llum cendrosa
Un misteri de llarga duració de les observacions de Venus és l'anomenada llum cendrosa: una il·luminació aparent feble del seu costat fosc, vista quan el planeta es troba en fase creixent. La primera observació afirmada de llum cendrosa es va fer l'any 1643, però l'existència de la il·luminació mai s'ha confirmat de manera fiable. Els observadors han especulat que pot ser el resultat de l'activitat elèctrica a l'atmosfera venusiana, però podria ser il·lusori, com a resultat de l'efecte fisiològic d'observar un objecte brillant amb forma de mitja lluna. La llum cendrosa s'ha vist sovint quan Venus es troba al cel del vespre, quan el final del vespre del planeta està cap a la Terra.

## Observació i exploració

### Observacions històriques
Venus és l'astre més característic en els cels del matí i de la tarda de la Terra (després del Sol i la Lluna), i és conegut per la humanitat des de la prehistòria. Un dels documents més antics que sobreviuen de la biblioteca babilònia d'Assurbanipal, datat sobre el 1600 aC, és un registre de 21 anys de l'aspecte de Venus (que els primers babilonis van anomenar Nindaranna). Els antics sumeris i babilonis anomenaren Venus Dil-bat o Dil-i-pat; a la ciutat mesopotàmica d'Akkad era l'estel de la mare-dea Ishtar, i en xinès el seu nom és Jin-xing (金星), el planeta de l'element metall. Venus es va considerar com el més important dels cossos celestes observats pels maies, que el van anomenar Chaka ek ('el gran estel'). Els antics grecs pensaven que les aparicions matinals i vespertines de Venus eren dos cossos diferents, i el van anomenar Hesperus quan apareixia en el cel de l'oest al vespre i Phosphorus quan apareixia en el cel de l'est a l'alba. En el folklore popular català se'l coneix com a «Bover». També «estel bovater» o «estel de pastor» o «lleó», quan surt de matinada, i «estel dels boters», al capvespre.

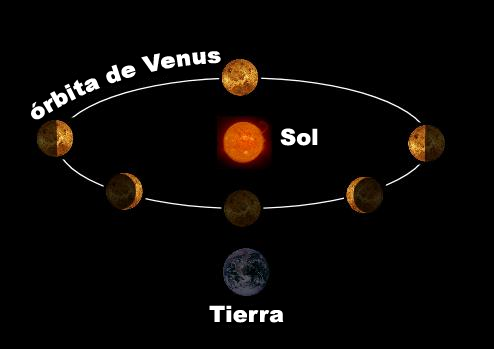
Fases de Venus observades des de la Terra

En trobar l'òrbita de Venus entre la Terra i el Sol, des de la Terra es poden distingir les seves diferents fases d'una forma semblant a les de la Lluna. Galileo Galilei va ser la primera persona a observar les fases de Venus el desembre de 1610, una observació que sostenia la llavors discutida teoria heliocèntrica de Copèrnic. També va anotar els canvis en la mida del diàmetre visible de Venus en les seves diferents fases: suggerí que aquest es trobava més lluny de la Terra quan estava ple i més proper quan es trobava en fase creixent. Aquestes observacions van proporcionar una sòlida base al model heliocèntric.
Venus és més brillant quan el 25% del seu disc (aproximadament) es troba il·luminat, això passa 37 dies abans de la conjunció inferior (en el cel vespertí) i 37 dies després d'aquesta conjunció (en el cel matutí). La seva major elongació i alçada sobre l'horitzó es produeix aproximadament 70 dies abans i després de la conjunció inferior, moment en el qual mostra just mitja fase; entre aquests intervals, Venus és visible durant les primeres o últimes hores del dia si l'observador sap on buscar. El període de moviment retrògrad és de vint dies a cada costat de la conjunció inferior.
En rares ocasions, Venus es pot veure en el cel del matí i de la tarda el mateix dia. Això succeeix quan es troba en la seva màxima separació respecte a l'eclíptica i al mateix temps es troba en la conjunció inferior; llavors, des d'un dels hemisferis terrestres es pot veure en els dos moments. Aquesta oportunitat es va presentar recentment per als observadors de l'hemisferi nord durant uns dies sobre el 29 de març de 2001, i el mateix va succeir en l'hemisferi sud el 19 d'agost de 1999. Aquests esdeveniments es repeteixen cada vuit anys d'acord amb el període orbital del planeta.
Al segle xix, molts observadors van atribuir a Venus un període de rotació aproximat de 24 hores. L'astrònom italià Giovanni Schiaparelli va ser el primer a predir un període de rotació significativament menor, proposant que la rotació de Venus estava bloquejada pel Sol (el mateix que va proposar per a Mercuri). Encara que realment no és veritat per a cap dels dos cossos, era una estimació força aproximada. La quasi ressonància entre la seva rotació i la major aproximació a la Terra va ajudar a crear aquesta impressió, ja que Venus sempre sembla donar la mateixa cara quan es troba en la millor posició per ser observat. El període de rotació de Venus va ser observat per primera vegada durant la conjunció de 1961 amb radar des d'una antena de 26 metres a Goldstone, Califòrnia, des de l'observatori de radioastronomia Jodrell Bank al Regne Unit i en les instal·lacions d'espai profund de la Unió Soviètica de Ievpatòria. La precisió va ser refinada en les següents conjuncions, principalment des de Goldstone i Ievpatòria. El fet que la rotació era retrògrada no va ser confirmat fins a 1964.
Abans de les observacions de ràdio dels anys seixanta, molts creien que Venus contenia un entorn com el de la Terra. Això era degut a la mida del planeta i el seu radi orbital, que suggerien clarament una situació semblant a la de la Terra, així com per la gruixuda capa de núvols que impedien veure'n la superfície. Entre les especulacions sobre Venus estaven les que aquest tenia un entorn selvàtic o que contenia oceans de petroli o d'aigua carbonatada. No obstant això, les observacions mitjançant microones el 1956 per C. Mayer et al., indicaven una alta temperatura de la superfície (600 K). Estranyament, les observacions fetes per A. D. Kuzmin a la banda mil·limètrica indicaven temperatures molt més baixes. Dues teories en competició explicaven l'inusual espectre de ràdio: una en suggeria que les altes temperatures s'originen en la ionosfera i l'altra suggeria una superfície calenta.

### Investigació terrestre

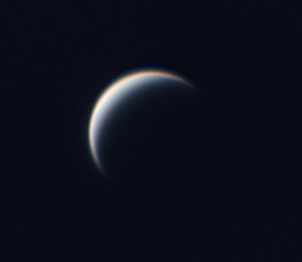
Vista telescòpica moderna de Venus des de la superfície de la Terra

Poc més es va descobrir sobre Venus fins al segle xx. El seu disc gairebé sense trets no va donar cap indici de com podria ser la seva superfície, i només va ser amb el desenvolupament de l'espectroscòpia, radar i ultraviolat que es van revelar més dels seus secrets. Les primeres observacions ultraviolades es van dur a terme a la dècada dels anys vint, quan Frank E. Ross va descobrir que la fotografia ultraviolada revelava un detall considerable que estava absent en la radiació visible i infraroja. Va suggerir que això era degut a una atmosfera inferior densa i groga amb núvols cirrus alts per sobre.
Les observacions espectroscòpiques dels anys 1900 van donar les primeres pistes sobre la rotació venusiana. Vesto Slipher va intentar mesurar el desplaçament Doppler de la llum de Venus, però es va adonar que no podia detectar cap rotació. Va suposar que el planeta havia de tenir un període de rotació molt més llarg del que s'havia pensat anteriorment. Es va observar que Venus no tenia un oblateria al seu disc, cosa que suggereix una rotació lenta, i alguns astrònoms van concloure basant-se en això que estava blocat síncronament com es creia llavors amb Mercuri; però altres investigadors havien detectat una quantitat important de calor procedent de la part nocturna del planeta, cosa que suggereix una rotació ràpida (en aquell moment no es sospitava una temperatura superficial elevada), cosa que va confondre el problema. Els treballs posteriors als anys cinquanta van mostrar que la rotació era retrògrada. Les observacions de radar de Venus es van dur a terme per primera vegada als anys seixanta, i van proporcionar les primeres mesures del període de rotació, que eren properes al valor modern.
Les observacions de radar dels anys setanta van revelar per primera vegada detalls de la superfície venusiana. Els polsos d'ones de ràdio es van transmetre al planeta mitjançant el radiotelescopi de 300 m de l'Observatori d'Arecibo, i els ecos van revelar dues regions altament reflectants, designades regions Alpha i Beta. Les observacions van revelar una regió brillant atribuïda a les muntanyes, que es va anomenar Maxwell Montes. Aquestes tres característiques són ara les úniques de Venus que no tenen noms femenins.

### Exploració espacial

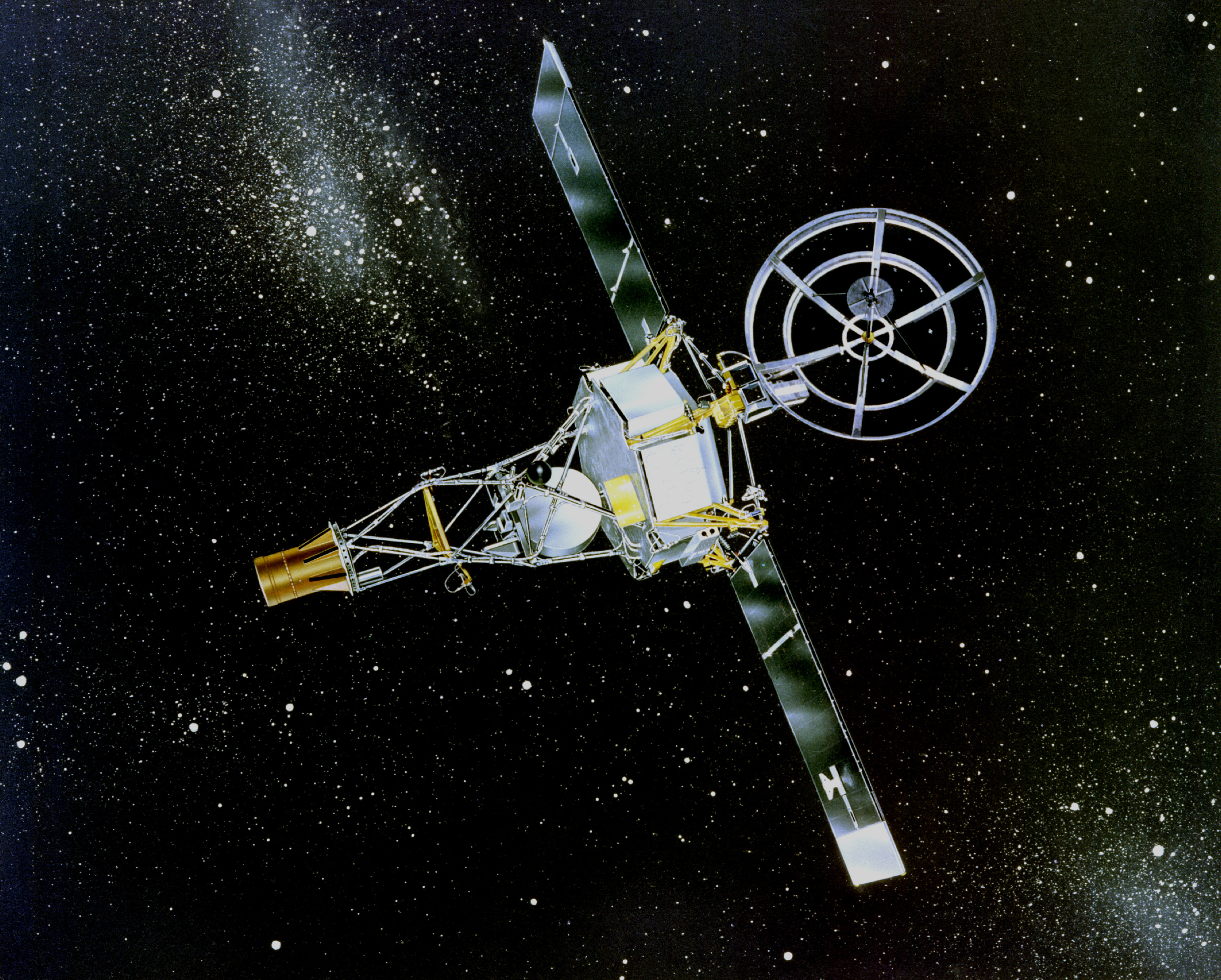
La sonda americana Mariner 2, la primera sonda espacial a acostar-se a Venus, el 1962

Venus va ser visitat per primera vegada per la sonda soviètica Venera 1, la primera sonda espacial enviada a un altre planeta. El llançament es va produir el 12 de febrer de 1961, però el senyal de ràdio de la sonda es va perdre abans de la seva arribada al planeta. La primera sonda espacial que es va acostar a Venus va ser la sonda americana Mariner 2 el 1962: determinà que aquest planeta pràcticament no té camp magnètic i obtingué un mapa de microones de la seva superfície. El 1967 la sonda soviètica Venera 4 va ser capaç de submergir-se en l'atmosfera de Venus enviant dades sobre aquesta sense arribar a posar-ne sobre la superfície. La primera sonda que va aconseguir tocar la superfície de Venus va ser la Venera 7 l'any 1970. Posteriorment, les sondes Venera 9, 10, 13 i 14 van ser capaces d'enviar-ne algunes poques fotografies de la superfície mostrant una superfície de roques aplanada per la forta pressió atmosfèrica i sense trets aparents d'erosió davant de la pràctica absència de vent.
Paral·lelament, el programa americà d'exploració espacial va enviar les dues sondes del programa Pioneer Venus al planeta. El 1985 les sondes soviètiques Vega 1 i 2 van deixar anar sondes en forma de globus aerostàtic per estudiar l'atmosfera al mateix temps que la resta de la sonda n'estudiava la superfície. Cap dels aparells en superfície va resistir més d'unes dues hores les altes temperatures i pressions de Venus. El 1990, la sonda americana Magellan va mesurar el 98% de la superfície del planeta mitjançant el radar i n'obtingué mapes amb una resolució de 100 m.
A causa de la seva posició pròxima a la Terra, Venus ha estat també visitat per diferents sondes espacials en maniobres d'assistència gravitatòria en les quals s'utilitza la gravetat del planeta per a impulsar la sonda espacial.
La Venus Express és una missió de l'Agència Espacial Europea que consisteix en una sonda orbital dedicada a estudiar el planeta i especialment la seva atmosfera des d'una òrbita polar. Va ser llançada el 9 de novembre de 2005 i hi arribà l'11 d'abril de 2006; és la primera sonda europea a visitar el planeta. L'ESA va concloure la missió el desembre de 2014.
A partir del 2020, l'Akatsuki del Japó es troba en una òrbita molt excèntrica al voltant de Venus des del 7 de desembre de 2015, i hi ha diverses propostes de sondeig en estudi de Roscosmos, la NASA, l'ISRO, l'ESA i el sector privat (per exemple, per Rocketlab).

## A la cultura
Venus és una part principal del cel nocturn, i per això ha tingut una importància remarcable a la mitologia, astrologia i la ficció al llarg de la història i en diferents cultures.
La maia considerava que Venus era el cos celeste més important després del Sol i la Lluna. La van anomenar Chac ek, o Noh Ek', "el Gran Estel". Els cicles de Venus eren importants per al seu calendari i es descriuen en alguns dels seus llibres com ara Còdex Maia de Mèxic i el Còdex Dresden.
En xinès s'anomena el planeta Jīn-xīng (金星), el planeta daurat de l'element metàl·lic. Les cultures modernes xinesa, japonesa, coreana i vietnamita es refereixen al planeta literalment com a "estel de metall" (金星), basat en els cinc elements.
Venus es coneix com a Kejora en indonesi i en malai.
A l'Índia, el Shukra Graha (‘planeta Shukra’) rep el nom del poderós sant Shukra. Shukra que s'utilitza a l'astrologia vèdica índia significa ‘clar’, ‘pur’ o ‘brillantor’, ‘claredat’ en sànscrit. Un dels nou Navagraha, es considera que afecta la riquesa, el plaer i la reproducció; era fill de Bhrgu, preceptor dels Daityes i guru dels Asures. La paraula Shukra també s'associa amb el semen, o la generació.

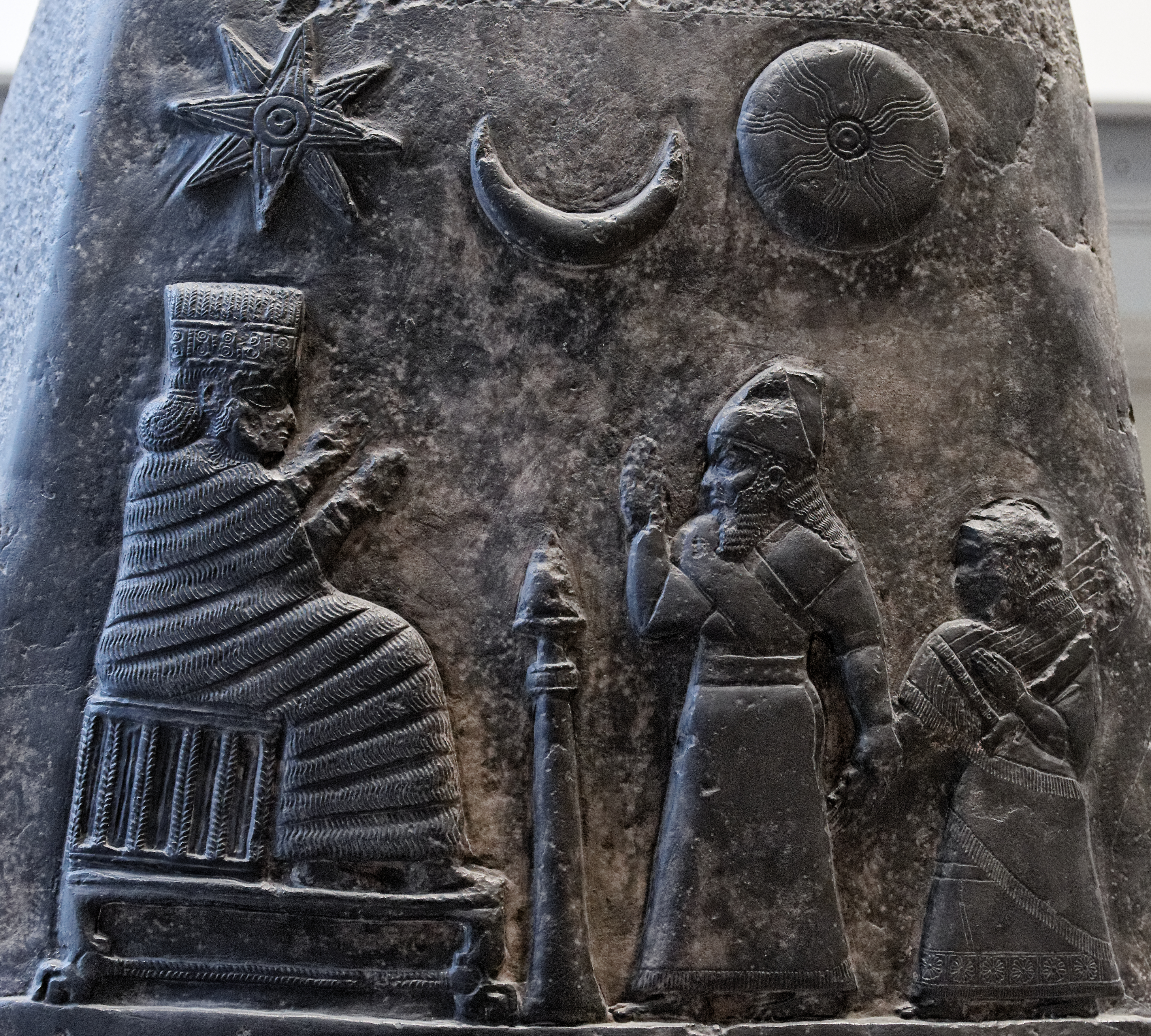
L'estel de vuit puntes és un símbol utilitzat en algunes cultures per a Venus, i de vegades combinat en una disposició d'estel i mitja lluna. Aquí l'estel de vuit puntes és l'Estel d'Ishtar, la deessa Venus de Babilònia, al costat del disc solar del seu germà Shamash i el creixent de lluna del seu pare Sin en una pedra límit de Meli-Shipak II, que data del aC.

A la religió sumèria, Inanna estava associada amb el planeta Venus. Diversos himnes lloen Inanna en el seu paper de deessa del planeta Venus. El professor de teologia Jeffrey Cooley ha argumentat que, en molts mites, els moviments d'Inanna poden correspondre amb els moviments del planeta Venus al cel. Els moviments discontinus de Venus es relacionen tant amb la mitologia com amb la naturalesa dual d'Inanna. A El descens de l'Inanna a l'inframón, a diferència de qualsevol altra deïtat, Inanna és capaç de baixar a l'inframón i tornar al cel. El planeta Venus sembla fer un descens semblant, posant-se a l'oest i pujant de nou a l'est. Un himne introductori descriu que Inanna deixa el cel i es dirigeix cap a Kur, el que es podria suposar que són les muntanyes, reproduint l'ascens i la posta d'Inanna a l'oest. En Inanna i Shukaletuda i Descens a Irkalla sembla paral·lel al moviment del planeta Venus. En Inanna i Shukaletuda, Shukaletuda es descriu com escanejant el cel a la recerca d'Inanna, possiblement buscant els horitzons oriental i occidental. En el mateix mite, mentre busca el seu atacant, la mateixa Inanna fa diversos moviments que es corresponen amb els moviments de Venus al cel.
A l'antic Egipte i Grècia creien que Venus eren dos cossos separats, un estel del matí i un estel del vespre. Els egipcis coneixien l'estel del matí com Tioumoutiri i l'estel del vespre com Ouaiti. Els grecs feien servir els noms Fòsfor (Φωσϕόρος), que significa "portador de llum" (d'on l'element fòsfor; alternativament Eòsfor (Ἠωσϕόρος), que significa "portador de l'alba"), per a l'estel del matí, i Hèsper (Ἕσπερος), que significa "occidental", per a l'estel del vespre. Encara que a l'època romana eren reconeguts com un objecte celeste, conegut com "l'estel de Venus", es van continuar utilitzant els dos noms grecs tradicionals, encara que normalment es traduïen al llatí com a Lūcifer i Vesper.
Els poetes clàssics com Homer, Sappho, Ovidi i Virgili parlaven de l'estel i la seva llum. Els poetes William Blake, Robert Frost, Letitia Elizabeth Landon, Alfred Lord Tennyson i William Wordsworth van escriure odes.

Venus està representada just a la dreta del gran xiprer prop del centre de la imatge a la pintura de Vincent van Gogh de 1889 La nit estelada.

### Ficció moderna
Amb la invenció del telescopi va es començar a prendre forma la idea que Venus era un món físic i una possible destinació.
L'impenetrable coberta de núvols venusiana va donar via lliure als escriptors de ciència-ficció per especular sobre les condicions a la seva superfície; més encara quan les primeres observacions van demostrar que no només era de mida similar a la Terra, sinó que posseïa una atmosfera substancial. Més a prop del Sol que de la Terra, el planeta era sovint representat com a més càlid, però encara habitable pels humans. El gènere va assolir el seu apogeu entre la dècada de 1930 i 1950, en un moment en què la ciència havia revelat alguns aspectes de Venus, però encara no la dura realitat de les seves condicions superficials. Les troballes de les primeres missions a Venus van demostrar que la realitat era força diferent i van posar fi a aquest gènere en particular. A mesura que el coneixement científic de Venus avançava, els autors de ciència-ficció van intentar mantenir el ritme, sobretot conjecturant els intents humans de terraformar Venus.

### Símbol
El símbol astronòmic de Venus és el mateix que s'utilitza en biologia per al sexe femení: un cercle amb una petita creu a sota. El símbol de Venus representa la feminitat, i a l'alquímia occidental significava el coure metàl·lic. El coure polit s'ha utilitzat per als miralls des de l'antiguitat, i de vegades s'ha entès que el símbol de Venus representa el mirall de la deessa, encara que és poc probable que aquest sigui el seu veritable origen. En el Papirs d'Oxirrinc 235 grec, els símbols de Venus i Mercuri no tenien la barra transversal a la part inferior del traç.
Venus ha estat identificada com l'estel en una sèrie de representacions i símbols d'estel i mitja lluna.

## Habitabilitat
L'especulació sobre la possibilitat de vida a la superfície de Venus va disminuir significativament després de principis dels anys seixanta, quan va quedar clar que les condicions són extremes en comparació amb les de la Terra. La temperatura extrema i la pressió atmosfèrica de Venus fan que la vida basada en l'aigua, com es coneix actualment, sigui poc probable.
Alguns científics han especulat que els microorganismes termoacidòfils extremòfils podrien existir a les capes superiors més fredes i àcides de l'atmosfera de Venus). Aquestes especulacions es remunten a 1967, quan Carl Sagan i Harold J. Morowitz van suggerir en un article del Nature que petits objectes detectats en els núvols de Venus poden ser organismes similars als bacteris de la Terra (que són aproximadament de la mateixa mida):
Si bé les condicions superficials de Venus fan que la hipòtesi de la vida allà sigui poc plausible, els núvols de Venus són una història completament diferent. Com es va assenyalar fa uns anys, l'aigua, el diòxid de carboni i la llum solar, els requisits previs per a la fotosíntesi, són abundants a les proximitats dels núvols.
L'agost de 2019, un equip d'astrònoms liderats per Yeon Joo Lee van informar que el patró a llarg termini d'absorbància i els canvis d'albedo a l'atmosfera del planeta Venus causats per "absorbidors desconeguts", que poden ser substàncies químiques o fins i tot grans colònies de microorganismes alts a l'atmosfera del planeta, afecten el clima. La seva absorció de llum és gairebé idèntica a la dels microorganismes dels núvols de la Terra. Altres estudis han arribat a conclusions similars.
El setembre de 2020, un altre equip d'astrònoms dirigit per Jane Greaves de la Universitat de Cardiff va anunciar la probable detecció de fosfina, un gas que no se sap que es produeix per cap procés químic conegut a la superfície de Venus o l'atmosfera, als nivells superiors dels núvols del planeta. Una font proposada d'aquesta fosfina són els organismes vius. La fosfina es va detectar a altures d'almenys 48 km per sobre de la superfície, i principalment a latituds mitjanes sense detectar-ne cap als pols. El descobriment va fer que l'administrador de la NASA Jim Bridenstine demanés públicament un nou enfocament en l'estudi de Venus, descrivint la troballa de fosfina com "el desenvolupament més significatiu fins ara per construir el cas de la vida fora de la Terra".
L'anàlisi posterior del processament de dades utilitzat per identificar la fosfina a l'atmosfera de Venus ha plantejat la preocupació que la línia de detecció pugui ser un error tècnic. L'ús d'un ajust polinomi d'ordre 12 pot haver amplificat el soroll i generat una lectura falsa (vegeu fenomen de Runge). Les observacions de l'atmosfera de Venus en altres parts de l'espectre electromagnètic en què s'esperaria una línia d'absorció de fosfina no van detectar fosfina. A finals d'octubre de 2020, la reanàlisi de les dades amb una resta adequada del fons no va mostrar una detecció estadísticament significativa de fosfina.

### Protecció planetària
El Comitè d'Investigació Espacial és una organització científica establerta pel Consell Internacional per a la Ciència. Entre les seves responsabilitats hi ha el desenvolupament de recomanacions per evitar la contaminació interplanetària. Amb aquesta finalitat, les missions espacials es classifiquen en cinc grups. A causa del dur entorn superficial de Venus, Venus ha estat sota la protecció planetària categoria dos. Això indica que només hi ha una possibilitat remota que la contaminació de les naus espacials pugui comprometre les investigacions.

### Presència humana
Venus és el lloc de la primera presència humana interplanetària, mediada a través de missions robòtiques, amb els primers aterratges amb èxit en un altre planeta i un cos extraterrestre diferent de la Lluna. Venus va ser al començament de l'era espacial freqüentment visitada per les sondes espacials fins als anys noranta. Actualment en òrbita hi ha Akatsuki, i la sonda solar Parker utilitza habitualment Venus per a les maniobres d'assistència de gravetat.
L'única nació que ha enviat sondes d'aterratge a la superfície de Venus ha estat la Unió Soviètica, que ha estat utilitzada pels funcionaris russos per anomenar Venus un "planeta rus".

#### Colonització

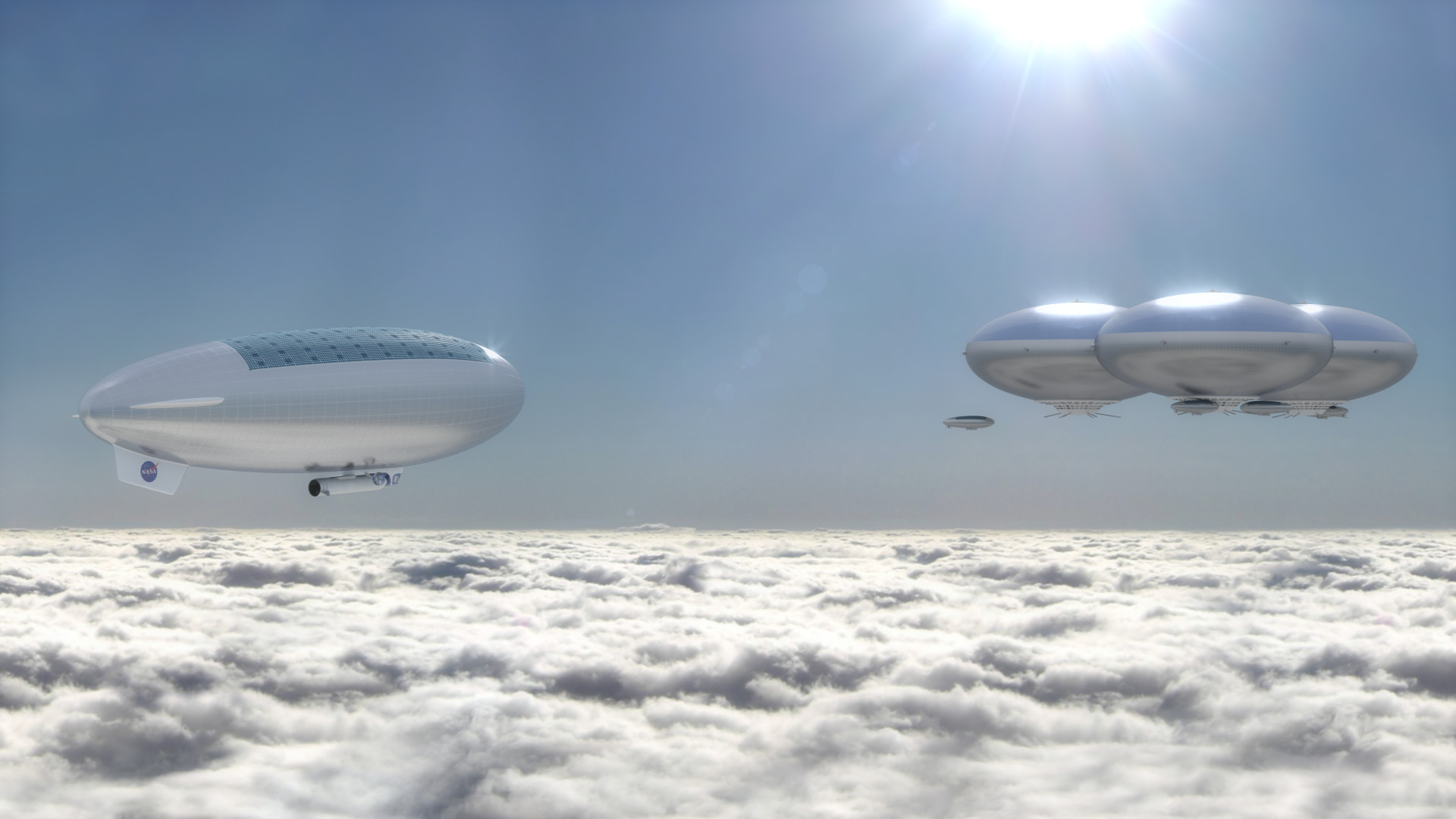
Representació artística de la base flotant tripulada HAVOC de la NASA a Venus

Tot i que les condicions de la superfície de Venus són inhòspites, la pressió atmosfèrica i la temperatura a 50 km per sobre de la superfície són similars a les de la superfície de la Terra. Tenint això en compte, l'enginyer soviètic Serguei Jitomirski (Сергей Житомирский, 1929–2004) el 1971 i l'enginyer aeroespacial de la NASA Geoffrey A. Landis el 2003 va suggerir l'ús d'aerostats per a l'exploració amb tripulació i possiblement per a "ciutats flotants" permanents a l'atmosfera venusiana, una alternativa a la idea popular de viure a superfícies planetàries com ara Mart. Entre els molts reptes d'enginyeria per a qualsevol presència humana a l'atmosfera de Venus es troben les quantitats corrosives d'àcid sulfúric a l'atmosfera.